# Aéroport international de Vnoukovo
Pour les articles homonymes, voir Aéroport de Moscou.
L'aéroport international de Vnoukovo (code IATA : VKO • code OACI : UUWW) [en cyrillique Международный аэропорт Внуково] est situé à Moscou en Russie, à 28 km au sud-ouest du centre-ville. C'est l'un des trois aéroports les plus importants de la capitale russe (aux côtés des aéroports internationaux de Domodiédovo et Chérémétiévo). 
En 2007, l'aéroport a vu transiter 6,78 millions de passagers, ce qui représente une hausse de 33 % par rapport à 2006. 

## Description

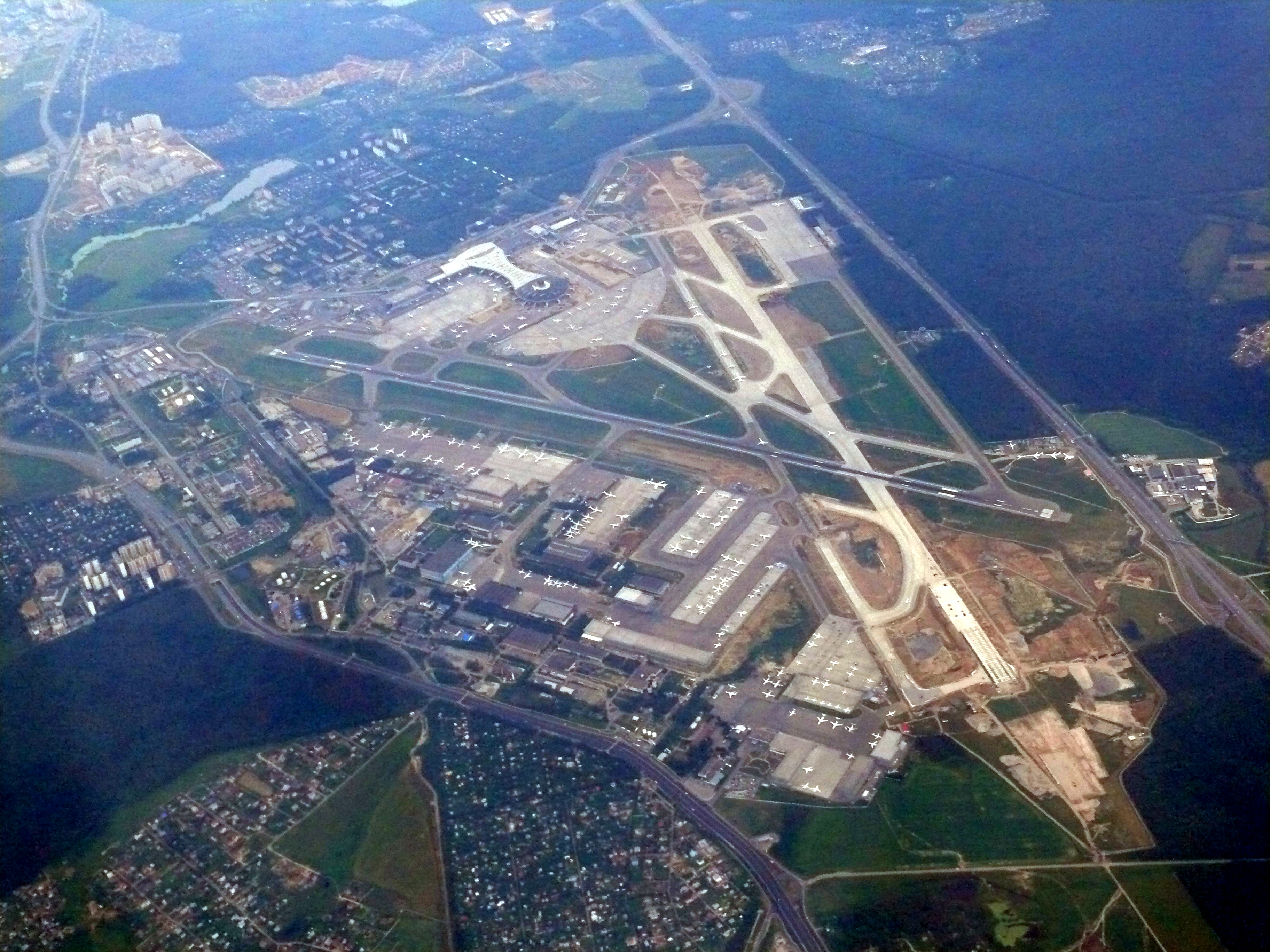
Vue aérienne de l'aéroport et de ses pistes.

Le terrain d'aviation consiste en deux pistes de 3 000 et 3 060 mètres de longueur. Chaque piste est large de 60 mètres avec 10 mètres de marge de sécurité de chaque côté. La capacité des deux pistes réunies est de 60 déplacements d'avions à l'heure.
L'aéroport est composé de deux terminaux pour vols commerciaux : le terminal B destiné au trafic international et le terminal D pour les vols intérieurs et d'un terminal pour les vols d'affaires (Vnoukovo-3, ouvert en 2000), un terminal pour les cargos et une capacité de 60 avions au sol. L'aéroport a une capacité maximum de 6 800 passagers à l'heure. 4 000 personnes y travaillent. 
Il y a une salle VIP à l'aéroport de Vnoukovo : il est utilisé par certaines personnalités, notamment politiques, en déplacement en Russie. Le président russe utilise également les services de Vnoukovo.

## Histoire

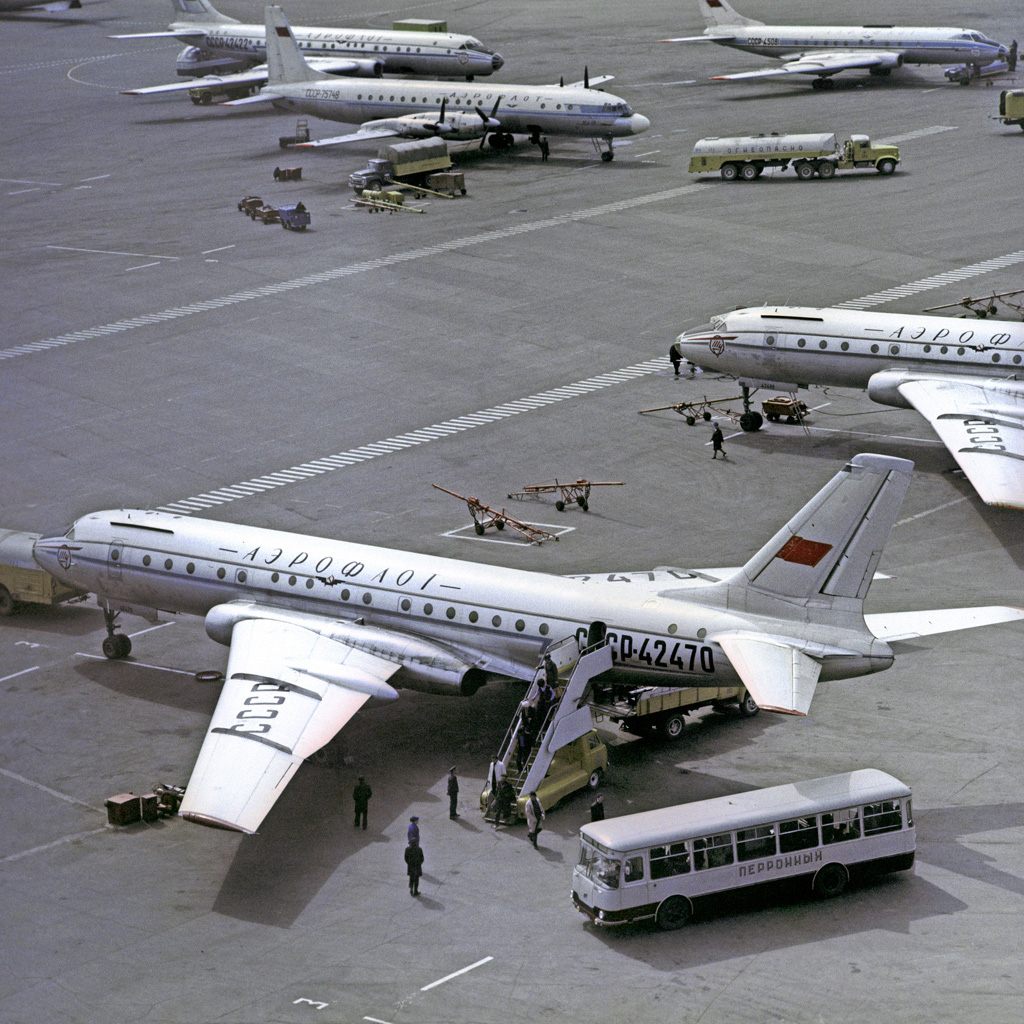
L'aéroport international de Vnoukovo en 1971.

L'aéroport de Vnoukovo est le plus ancien des aéroports actuellement opérationnels à Moscou. Sa construction a débuté en 1937, en réponse à la surcharge du Central Airport situé sur le terrain de Khodinka (créé en 1910) et de l'aéroport de Bykovo, ouvert en 1933. De 1937 à 1938, les travaux de construction étaient supervisés par V. F. Kaminski. La première phase de construction des installations de l'aéroport de Vnoukovo s'est déroulée entre 1939 et 1941, avec la participation de plusieurs milliers de prisonniers du camp «Likovlag», un camp du Goulag spécialement créé pour ce projet. Ce chantier était désigné sous le nom de «Construction n°204». La première série d'installations a été inaugurée le 2 juillet 1941.
Le terrain d'envol et d'atterrissage de Vnoukovo avait une forme de deltoïde convexe avec un angle arrondi, comprenant quatre pistes artificielles : deux mesurant 900 mètres et deux autres de 1 200 mètres. Ces pistes offraient huit directions possibles pour les décollages et atterrissages, espacées de 45° chacune. Elles étaient connectées par quatre voies de circulation bétonnées menant au terminal aéroportuaire et une cinquième reliant les extrémités des pistes. Le bâtiment du terminal, conçu par Meizel et Vitenberg, était identique à celui de l'aéroport de Leningrad.
Le nom de l'aéroport provient de la gare suburbaine du chemin de fer de Moscou-Kiev et du village adjacent situés à quelques kilomètres.
Pendant la Seconde Guerre mondiale , le territoire de Vnoukovo abritait le groupe aérien spécial de Moscou, un régiment de chasseurs de l'aviation militaire, une unité de parachutistes ainsi que la 10ᵉ division de transport gardée de la flotte aérienne civile (GAF).
En septembre 1945, peu après la fin de la guerre, il fut décidé de transférer le Central Moscow Airport de Khodinka (nommé d'après M.V. Frunze) vers Vnoukovo. En décembre 1946, la 1ᵉ unité indépendante de la GAF fut créée à partir de la 10ᵉ division gardée, tandis que le 19ᵉ régiment aérien spécial devint le groupe de liaisons internationales. Vnoukovo devint ainsi le premier aéroport international de Moscou.
En 1946, deux groupes aériens furent formés : l'un pour les vols nationaux et l'autre pour les liaisons internationales, qui évoluèrent en 1952 pour devenir le bureau moscovite de l'aviation de transport.
En septembre 1950, un escadron de formation fut mis en place pour préparer les spécialistes de vol de l'aéroport.
De nombreux types d'avions ont effectué leurs premiers vols commerciaux depuis Vnoukovo, notamment l'Il-12, l'Il-14, l'Il-18, l'Il-86, le Tu-104, le Tu-114, le Tu-124, le Tu-134, le Tu-154, le Tu-204 et le Tu-204-300.
- Le 15 septembre 1956 , le premier vol commercial à bord du Tu-104 relie Moscou (Vnoukovo) à Omsk puis Irkoutsk.
- Le 24 avril 1961 , le premier vol commercial du Tu-114 relie Moscou (Vnoukovo) à Khabarovsk.
- Le 7 janvier 1963 , le détachement aérien uni de Vnoukovo est créé à partir des divisions techniques et opérationnelles de l'aéroport.
- Le 29 septembre 1964 , les vols réguliers du Tu-134 entre Moscou et Minéralesnye Vody débutent.
- Le 19 février 1972 , le premier vol commercial du Tu-154 relie Moscou à Minéralesnye Vody.

En 1976, pour marquer le 20ᵉ anniversaire du premier vol commercial soviétique sur un avion à réaction, un Tu-104 a été installé comme monument sur la place devant l'aéroport. Ce monument fut détruit lors de la restructuration de la place en 2005 mais restauré en 2006 avec un nouvel appareil.
En janvier 1986 , le Tu-154M commença son exploitation commerciale.
En 1993, conformément aux directives du Comité d'État pour la propriété de Russie, le Joint Stock Company "Aéroport Vnoukovo" fut créé à partir du regroupement des actifs de l'organisation de production de l'aviation civile de Vnoukovo, avant d'être renommé en OAO "Aéroport Vnoukovo" . En 2001, le gouvernement de Moscou forma le OAO "Aéroport international de Vnoukovo" , et en novembre 2003, le président Vladimir Poutine signa un décret transférant les actions de l'aéroport à la ville de Moscou.
Dans les années 2000, le gouvernement de Moscou investit massivement dans le développement de Vnoukovo. En août 2004, une décision stratégique fut prise pour moderniser l'aéroport afin de traiter jusqu'à 20-22 millions de passagers par an. En avril 2004, un nouveau terminal international de 24 000 m² fut ouvert, capable de traiter 1 200 passagers par heure. En mars 2000, le terminal de l'aviation d'affaires Vnoukovo-3 fut inauguré. En 2009, un nouveau complexe postal et cargo fut mis en service. En 2010, le terminal A , conçu par L. Borzénkov, accueillit son premier vol, avec une capacité initiale de 25 millions de passagers par an.
En décembre 2012 , la deuxième phase du terminal A fut achevée, devenant le plus grand terminal de Russie avec une superficie totale de 270 000 m².
Des efforts considérables ont également été consacrés à l'équipement de l'aérodrome. En 2008, un nouveau poste de commandement et de contrôle fut mis en service, équipé de technologies modernes. En octobre 2009, la piste 2 fut reconstruite, suivie de la piste 1 en 2013, prolongée de 500 mètres et équipée d'une signalisation conforme aux normes III de l'OACI.
En 2015, l'aéroport servit de lieu de tournage pour le film catastrophe Braqueurs.
En 2017, un système national de réservation développé conjointement par Vnoukovo et Rostekh fut introduit, représentant un investissement de 50 millions de dollars.

## Géographie/Situation

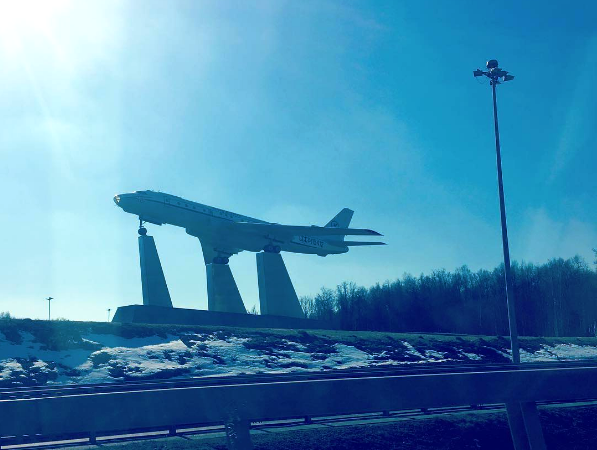
Route menant à l'aéroport de Vnukovo.

L'aéroport est entièrement situé sur le territoire de Moscou, à 28 km au sud-ouest du centre-ville et à l'extérieur du MKAD (autoroute de ceinture périphérique), plus précisément à Vnoukovo, un ancien village aujourd'hui urbanisé et désormais compris dans l'agglomération moscovite et qui donne son nom au raïon du même nom, qui fait lui-même partie du district administratif ouest. Les emprises de l'aéroport sont longées au sud-est par l'autoroute M3 (qui relie Moscou à la frontière ukrainienne, et au-delà à Kiev). Cette artère est la principale voie d'accès à Vnoukovo depuis le centre de Moscou. Les trains d'Aéroexpress (qui appartiennent à la Compagnie des chemins de fer russes) relient depuis 2008 l'aéroport à la gare de Kiev, à Moscou.
En 2022, l’aéroport sera relié à la ville de Moscou par la ligne 8 du métro de Moscou.
| Vnoukovo Domodiédovo Joukovski · Ramenskoïe Chérémétiévo Ostafiévo Chkalovskii |

### Carte des aéroports russes
| \| 50 km1:1 791 000 \| Koursk Abakan Anapa Pskov Arkhangelsk Astrakhan Barnaoul Belgorod Blagoveshchensk Bratsk Grozny Guelendjik Iakoutsk Iékaterinbourg Ijevsk Ioujno-Sakhalinsk Irkoutsk Kaliningrad Kazan Kemerovo Khabarovsk Khanty-Mansiïsk Krasnodar Krasnoïarsk Magadan Magnitogorsk Makhachkala Mineralnye Vody Mirny Moscou · SVO Moscou · DME Moscou-VKO Mourmansk Narian-Mar Nijnekamsk Nijnevartovsk Nijni Novgorod Noïabrsk Alykel Novokouznetsk Novossibirsk Novy Ourengoï Omsk Orenbourg Oufa Oulan-Oude Oulianovsk Perm Petropavlovsk-Kamtchatski Rostov · sur-le-Don Sabetta Saint-Pétersbourg Salekhard Samara Saratov Simferopol Sotchi Sourgout Stavropol Kyzyl Syktyvkar Tcheliabinsk Tchita Tioumen Tomsk Vladivostok Volgograd Voronej |
| 50 km1:1 791 000 |

## Statistiques
Le graphique qui aurait dû être présenté ici ne peut pas être affiché car il utilise l'ancienne extension Graph, désactivée pour des questions de sécurité. Des indications pour créer un nouveau graphique avec la nouvelle extension Chart sont disponibles ici.

Voir la requête brute et les sources sur Wikidata.

### Zoom sur l'impact du covid de 2019-2020
Le graphique qui aurait dû être présenté ici ne peut pas être affiché car il utilise l'ancienne extension Graph, désactivée pour des questions de sécurité. Des indications pour créer un nouveau graphique avec la nouvelle extension Chart sont disponibles ici.

Voir la requête brute et les sources sur Wikidata.

## Compagnies aériennes et destinations
| Compagnies                  | Destinations |
| --------------------------- | --- |
| Aircompany Armenia          | Erevan-Zvarnots |
| Azerbaijan Airlines         | Bakou-H. Aliyev, Gandja En saison : Lənkəran, Qəbələ |
| Azimuth                     | Élista, Grozny, Krasnodar-Pashkovsky, Omsk, Aérodrome Princesse Olga de Pskov, Rostov-sur-le-Don/Platov |
| Azur Air,                   | En saison : - Cancún - La Romana-Casa de Campo - Cam Ranh - Sanya-Phénix - Varadero-J.-G.-Gómez En saison Charter : - Abou Dabi, - Agadir-Al Massira, - Antalya, - Bodrum-Milas, - Bourgas, - Colombo-Bandaranaike, - Dalaman, - Djerba-Zarzis, - Dubaï, - Enfidha-Hammamet, - Gazipaşa-Alanya, - Goa-Dabolim, - Phuket, - Pattaya U-tapao, - Phú Quốc, - San José (Californie), - Taiyuan-Wusu, - Tivat, - Varna |
| Bulgaria Air                | En saison : Bourgas |
| Buta Airways                | Bakou-H. Aliyev, Gandja |
| flydubai                    | Dubaï |
| FlyOne Armenia              | Erevan-Zvarnots |
| Gazpromavia                 | Bovanenkovo (en), Nadim (en), Novy Ourengoï, Noïabrsk (en), Tioumen-Roshchino, Oufa, , Iékaterinbourg-Koltsovo |
| I-Fly                       | En saison Charter : - Antalya, - Bangkok-Suvarnabhumi, - Belo Horizonte, - Bodrum-Milas, - Bourgas, - Fortaleza, - Fuzhou-Chánglè, - Guiyang, - Haikou, - Hangzhou-Xiaoshan, - Jinan, - Nanchang-Changbei, - Nankin, - Nanning, - Phuket, - Podgorica, - Punta Cana, - Recife, - Rimini, - Rio de Janeiro/Galeão, - Sanya-Phénix, - Salvador de Bahia, - Shenyang, - Shenzhen-Bao'an, - Christiansted - H. E. Rohlsen, - Saint-Pétersbourg-Poulkovo, - Taiyuan-Wusu, - Tianjin Binhai, - Tivat, - Vitória, - Winnipeg (J. A. Richardson), - Wuhan, - Xi'an-Xianyang, - Zhengzhou |
| IrAero                      | Novy Ourengoï |
| Iraqi Airways               | Bagdad |
| Mahan Air                   | Téhéran-Imam-Khomeini En saison : Mechhed-Shahid H. Nejad" |
| Nouvelair                   | En saison : Djerba-Zarzis, Monastir |
| Pobeda                      | - Antalya, - Astrakhan-Narimanovo, - Tcheboksary (en), - Gorno-Altaïsk (en), - Gyumri, - Irkoutsk, - Istanbul-S. Gökçen, - Kaliningrad-Khrabrovo, - Karlovy Vary, - Krasnodar-Pashkovsky, - Krasnoïarsk-Iémélianovo, - Magas Oskanov (en), - Makhatchkala, - Mineralniye Vody, - Mourmansk, - Nalchik (en), - Nijnekamsk-Begichevo, - Novossibirsk-Tolmatchevo, - Perm, - Saransk, - Saratov, - Saint-Pétersbourg-Poulkovo, - Sourgout, - Tivat, - Tomsk-Bogachevo, - Trévise-Sant'Angelo, - Oufa, - Baïkal-Oulan Oude, - Oulyanovsk-Baratayevka (en), - Vladikavkaz (ru), - Volgograd (ex-Stalingrad), - Voronej (en), - Iékaterinbourg-Koltsovo En saison : - Anapa, - Bodrum-Milas, - Dalaman, - Dubaï Al Maktoum, - Eilat-Ramon, - Gazipaşa-Alanya |
| Rossiya Airlines            | Simféropol, Saint-Pétersbourg-Poulkovo |
| Royal Flight                | En saison Charter : Antalya |
| RusLine                     | Belgorod, Briansk, Élista, Ivanovo (en), Kaliningrad, Kaluga (Grabtsevo) (en), Kazan, Kirov-Pobedilovo, Koursk-Vostochny, Leipzig/Halle, Lipetsk (en), Penza (en), Saransk, Tambov Donskoye (en), Oulyanovsk-Baratayevka (en), Vorkouta (en), Voronej (en), Yoshkar Ola En saison : Palanga, Saratov |
| SCAT Airlines               | Aktaou, Aktioubé, Noursoultan, Chimkent |
| Syrian Air                  | Damas |
| Turkish Airlines            | Ankara Esenboğa, Antalya, Istanbul |
| UTair                       | - Anadyr-Ougolny, - Boukhara, - Douchanbé, - Ferghana, - Grozny, - Kazan, - Kaliningrad-Khrabrovo, - Khanty-Mansiïsk (en), - Kogalym (en), - Krasnodar-Pashkovsky, - Krasnoïarsk-Iémélianovo, - Kourgan (en), - Magas Oskanov (en), - Makhatchkala, - Mineralniye Vody, - Minsk, - Mourmansk, - Nakhitchevan, - Narian-Mar, - Noïabrsk (en), - Rostov-sur-le-Don/Platov, - Samara-Kouroumotch, - Samarcande, - Sotchi-Adler, - Saint-Pétersbourg-Poulkovo, - Stavropol (en), - Sourgout, - Syktyvkar (en), - Tachkent, - Tioumen-Roshchino, - Oufa, - Oussinsk (en), - Vienne-Schwechat, - Vladikavkaz (ru), - Erevan-Zvarnots En saison : Anapa, Béloïarsk (en), Guelendjik                                                                           |
| Uzbekistan Airways          | Andijan, Boukhara, Ferghana, Namangan (en), Navoï (en), Noukous (en), Karchi, Samarcande, Tachkent, Termez (en), Ourguentch |
| Vologda Aviation Enterprise | Vologda (en) |
| Yakutia Airlines            | Mineralniye Vody, Nerioungri-Tchoulman, Novokouznetsk-Spichenkovo (en), Pevek (en), Sotchi-Adler, Iakoutsk |

## Accidents et incidents
- Le 4 novembre 1957, un avion de l'Aeroflot rate son atterrissage et prend feu. Il transporte la délégation des personnalités du Parti communiste roumain venue assister aux cérémonies du 40e anniversaire de la Révolution d'Octobre à Moscou  (Gheorghe Gheorghiu-Dej, Chivu Stoica, Alexandru Moghioroş, Ştefan Voitec, Nicolae Ceaușescu, Leonte Răutu, et Grigore Preoteasa). Preoteasa qui est alors le ministre des Affaires étrangères de Roumanie est tué, ainsi que l'équipage de l'appareil. Plusieurs autres passagers, dont Ceauşescu, sont gravement blessés.
- Le 2 novembre 1973, l'assaut est donné à la suite d'une tentative de détournement du Vol F-19 Aeroflot, effectuant un vol intérieur entre l'aéroport de Bykovo et l'aéroport international de Briansk et qui atterrit à Vnoukovo pour le ravitaillement en carburant.
- Le 29 décembre 2012, le Tu-204 assurant le vol 9268 de Red Wings Airlines sort de la piste 19, ce qui provoque un incendie et le Tu-204 se brise en trois morceaux. L'accident fait cinq morts sur les huit membres d'équipage à bord (vol sans passagers). Un problème de freins semble en être à l'origine.
- Le 20 octobre 2014, à 23 h 57 (MSK), un jet privé Dassault Falcon 50 heurte au décollage un chasse-neige présent sur la piste. Le heurt a provoqué une forte inclinaison à droite du jet d’affaires, qui a entraîné la collision avec le sol. L'accident fait quatre morts : Christophe de Margerie, président-directeur général de Total et unique passager, ainsi que les trois membres d'équipage de nationalité française (Yann Pican, Maxime Rassiat et Ruslana Vervelle[2]) [20],[21].